# Enno Cirksena
Enno Cirksena (auch: Enno Edzardisna gen. Attena und Syardsna) (* um 1380; † um 1450) war Häuptling von Norden, Greetsiel, Berum und Pilsum. Er war der Sohn des Häuptlings Edzard (II.) von Appingen-Greetsiel und seiner Ehefrau Doda tom Brok. Enno sowie  seine Söhne Edzard und Ulrich Enno widersetzten sich ab 1430 im Freiheitsbund der Sieben Ostfrieslande dem Häuptling Focko Ukena. Damit gilt Enno als Wegbereiter des Herrschaftsanspruchs des Hauses Cirksena über ganz Ostfriesland, den schließlich sein Sohn Ulrich mit der Erlangung der Reichsgrafschaft 1464 auch formell verliehen bekam.
Ennos erste Gemahlin ist urkundlich nicht belegt. In zweiter Ehe heiratete er Gela Syardsna von Manslagt († 1455), eine Tochter des mächtigen Häuptlings Affo Beninga von Pilsum. Nachdem Gelas einziger Sohn aus erster Ehe, der Häuptling Liudward Cirksena („Syrtza“) zu Berum Mitte der 1430er Jahre ohne Nachkommen verstorben war, waren Gela und deren Nichte Frauwa Cirksena („Sirtzena“) die alleinigen Erben der Cirksena von Berum. Enno nutzte die Gelegenheit und verheiratete seinen Sohn aus erster Ehe, Edzard, daraufhin mit Frauwa. Und er tat ein weiteres: Er und Edzard nahmen den Familiennamen und das Wappen ihrer Ehefrauen an, um die Erbfolge zu betonen.
Aus der ersten Ehe gingen ein Sohn und eine Tochter hervor:
- Edzard († 1441 an der Pest), 1. Ehe mit Moeder Ennosna († 1438); 2. Ehe mit Frouwe (Sydzena) von Berum
- Doda (* um 1408; † 1478), verheiratet mit Redward von Westerhusen

Aus der zweiten Ehe entstammen die Kinder
- Ulrich I., 1. Ehe mit Foelke von Esens († 1452); 2. Ehe 1455 mit Theda Ukena, der Tochter von Uko von Oldersum[4]
- Tiadeke (* 1438; † nach 1470)
- Adda († ca. 1470), verheiratet mit Lütet Manninga von Lütetsburg († 1450)
- Frouwa, 1. Ehe mit Sibet von Dornum († 1433); 2. Ehe mit Eppo Gockinga von Zuidbroek († nach 1444)
- Ocka (?)